# Ajsen Nikolaev
Ajsen Sergeevič Nikolaev (in russo Айсен Сергеевич Николаев (Aysyen Sergeyevič Nikolayev) ?; in sacha: Сэргэй уола Ньукулаайап Айыы Сиэн (Sergey uola Njukulaayap Ayıı Sien); Leningrado, 22 gennaio 1972) è un politico russo di etnia jakuta, Capo della Repubblica di Sacha (Jacuzia) dal 28 maggio 2018.

## Biografia
Nacque a Leningrado nel 1972, nell'Unione Sovietica, in una famiglia di insegnanti ma è cresciuto a Verchneviljujsk dove si è diplomato all'età di 16 anni con medaglia d'oro presso la Scuola di fisica e matematica; successivamente nel 1988 si è scritto presso la Facoltà di Fisica dell'Università statale di Mosca, laureandosi nel 1994; contemporaneamente ha frequentato dei corsi di riqualificazione presso l'Accademia presidenziale russa dell'economia nazionale e della pubblica amministrazione, laureandosi in gestione finanziaria.
Dopo aver ricoperto diversi incarichi dirigenziali in società russe è stato eletto nel 1997 all'Assemblea statale della Repubblica di Sacha (Jacuzia) nel distretto uninominale dell'Olenëkskij ulus, venendo rieletto nel 2002. Nel 2004 divenne Ministro delle finanze della Repubblica di Sacha (Jacuzia), poi nel 2007 Capo dell'amministrazione presidenziale del Governo della Sacha (Jacuzia) e nel 2011 Primo vicepresidente del Governo della Sacha (Jacuzia).
Nel gennaio 2012 fu scelto da Russia Unita come candidato sindaco di Jakutsk, venendo eletto col 47,73% dei voti e venendo riconfermato nelle elezioni del 2017 col 68,4% dei voti. Contestualmente nella primavera 2017 il partito lo ha eletto anche segretario regionale della corrente jakuta di Russia Unita.
Nel 2018 in seguito alle dimissioni di Egor Borisov, eletto al Consiglio federale, il Presidente della Federazione Russa Vladimir Putin lo ha nominato Capo ad interim della Repubblica di Sacha (Jacuzia), incarico poi confermato con le elezioni del settembre 2018 nelle quali ha ricevuto il 71,4% dei voti.
Dal 2022 è sottoposto a sanzioni internazionali per la sua posizione riguardante l'invasione russa dell'Ucraina da parte di Canada, Regno Unito, Stati Uniti d'America e Ucraina.